# L'Affaire de la clinique Ossola
Pour plus de détails, voir Fiche technique et Distribution.
L'Affaire de la clinique Ossola est un film français de moyen métrage réalisé par René Jayet, sorti en 1931.

## Fiche technique
- Réalisation : René Jayet
- Dialogues : Jean-Charles Reynaud, Jean Bernard-Derosne
- Musique : Léo Daniderff
- Production: Opéra Films
- Format : Noir et blanc - 1,37:1 - 35 mm - son mono
- Genre : Comédie
- Métrage : 1200 mètres (version de 46 minutes)
- Durée :  58 minutes (version exploitée à Nice) et 46 minutes (version exploitée à Paris)
- Dates de sortie en France[1] :
  - Nice : 6 mars 1931
  - Paris : 24 mars 1933

## Distribution
- Suzanne Talba
- Robert Goupil
- René Ferté
- Hélène Hallier
- François Viguier
- Roger-Tullio Terrore
- Michel Almazian